# John Gilbert (Filmeditor, USA)
John Gilbert (* 20. Jahrhundert in Toledo, Ohio) ist ein US-amerikanischer Filmeditor und ehemaliger Bowler. 

## Leben und Werk
In den 1980er Jahren war John Gilbert als professioneller Bowlingspieler aktiv. Nach seiner sportlichen Karriere absolvierte er erfolgreich ein Bachelorstudium in Filmwissenschaften an der California State University, Long Beach und fand 1987 als Schnittassistent Arbeit bei der Produktionsfirma Cannon Films. Von 1991 bis 1996 war er als eigenständiger Editor bei Concorde Pictures tätig, und war dort für den Schnitt von B-Movies wie Abenteuer in der Wildnis, Das Terrorprojekt und Rückkehr der Piranha verantwortlich. Von 1998 bis 2002 war er für drei Staffeln als Editor der Fernsehserie V.I.P. – Die Bodyguards tätig. Dafür wurde er 2001 gemeinsam mit Roderick Davis und Tad Nyland mit einem Daytime Emmy Award ausgezeichnet.

## Filmografie (Auswahl)
- 1994: Mission Voyager – Todesflug zum Planeten Trion (Terminal Voyage)
- 1995: Abenteuer in der Wildnis (White Wolves II: Legend of the Wild)
- 1995: Das Terrorprojekt (Suspect Device)
- 1995: Rückkehr der Piranha (Piranha)
- 1996: Das Grauen aus der Tiefe (Humanoids from the Deep)
- 1997: Casper – Wie alles begann (Casper: A Spirited Beginning)
- 1997: Executive Target
- 1998: Casper trifft Wendy (Casper Meets Wendy)
- 1998: Extramarital – Eine tödliche Affäre (Extramarital)
- 1998: Geheimnisse der Nacht (Wilbur Falls)
- 1998: Richie Rich – Die Wunschmaschine (Ri¢hie Ri¢h's Christmas Wish)
- 1998: Verschwörung gegen den Weihnachtsmann (Like Father, Like Santa)
- 1998–2002: V.I.P. – Die Bodyguards (V.I.P., Fernsehserie, 32 Folgen)
- 1999: Ein Kindermädchen für Papa (Au Pair)
- 1999: Hot Boyz
- 2003: Beethoven auf Schatzsuche (Beethoven's 5th)
- 2007: R. L. Stine’s Und wieder schlägt die Geisterstunde: Das Monster, das ich rief (The Haunting Hour: Don’t Think About It)
- 2008: Scorpion King: Aufstieg eines Kriegers (The Scorpion King 2: Rise of a Warrior)
- 2009: American Pie präsentiert: Das Buch der Liebe (American Pie Presents: The Book of Love)
- 2009: Au Pair III: Abenteuer im Paradies (Au Pair 3: Adventure in Paradise)
- 2009: Road Trip – Bier Pong (Road Trip: Beer Pong)
- 2009: Trouble ohne Paddel 2 – Die Natur ruft! (Without a Paddle: Nature's Calling)
- 2011: Beethovens abenteuerliche Weihnachten (Beethoven's Christmas Adventure)
- 2011: Zack & Cody – Der Film (The Suite Life Movie)
- 2016: Jarhead 3 – Die Belagerung (Jarhead 3: The Siege)